# Jan Peters (Fußballspieler, 1953)

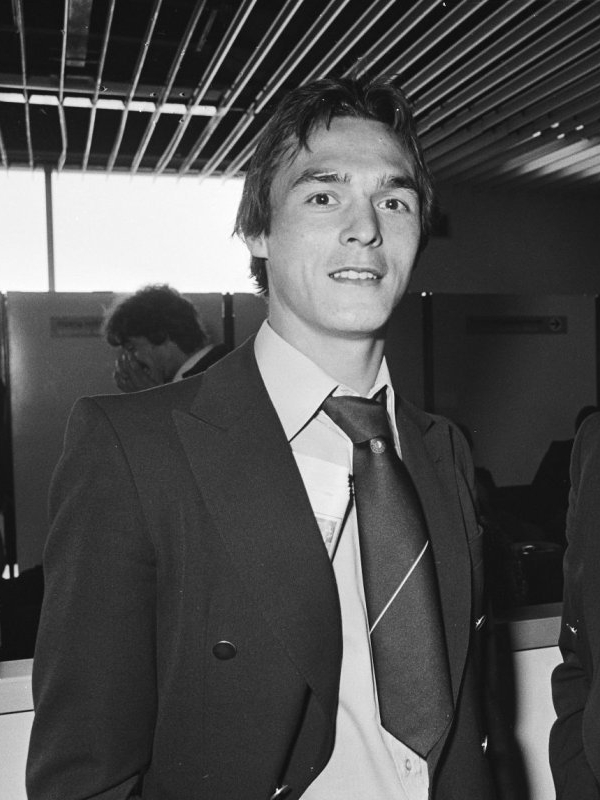
Jan Peters 1979

Wilhelmus Johannes Hendrikus „Jan“ Peters (* 20. Juli 1953 in Gorinchem) ist ein ehemaliger niederländischer Fußballspieler. Der Stürmer war niederländischer Nationalspieler.
Er spielte ab 1976 beim FC Den Bosch in der Ersten Division, für den er in 93 Spielen 44 Tore schoss. 1979 wechselte er zu Feyenoord Rotterdam in die Ehrendivision. Im UEFA-Pokal 1979/80 erreichte er mit Feyenoord die dritte Runde, wo man gegen den späteren Turniersieger Eintracht Frankfurt ausschied. 1980 konnte Peters mit Rotterdam den niederländischen Pokal gewinnen. Im Europapokal der Pokalsieger 1980/81 konnte Feyenoord das Halbfinale erreichen, in dem sich der spätere Turniersieger Dinamo Tiflis durchsetzte. Nach 61 Spielen und 39 Toren für Rotterdam ging Peters 1981 zum belgischen Erstligisten KV Kortrijk. 1983 spielte er erst für den spanischen Klub CE Sabadell und wechselte dann zum SC Espinho nach Portugal. Weitere Stationen waren Seiko Hong Kong und erneut Sabadell, wo er 1986 seine Laufbahn beendete.
Peters wurde 1979 einmal in die niederländische Nationalmannschaft berufen.
2010 gab Peters zu, dass in seiner Feyenoord-Zeit er und seine Mitspieler vor wichtigen Spielen gedopt wurden, zum Beispiel vor dem Pokalfinale 1980 gegen Ajax Amsterdam.

## Stationen
- 1976 bis 1979: FC Den Bosch
- 1979 bis 1981: Feyenoord Rotterdam
- 1981 bis 1983: KV Kortrijk
- 1983: CE Sabadell
- 1983: KV Kortrijk
- 1983 bis 1984: SC Espinho
- 1984: Seiko Hong Kong
- 1984 bis 1986: CE Sabadell